# Elless IF
Elless IF. Anrik bandyklubb från den lilla orten Sjötorp i Mariestads kommun. Klubben har fostrat ett flertal duktiga spelare som nått landslagsnivå, främst på ungdomssidan. Klubbens mest meriterade spelare är dock Johan Esplund, född 1983. som Johan Andersson.